# Ismael Santiago (músico)
Ismael Santiago (Aibonito, Puerto Rico, 6 de junio de 1910 - Nueva York, fecha no determinada) fue un compositor, director de conjunto y músico multiinstrumental puertorriqueño.

## Trayectoria artística
Ismael Santiago aprendió a tocar diversos instrumentos y en 1938 y junto al también acordeonista Modesto Rosario (1909-1972) organizó el Conjunto Suzuca. En 1942 se fueron a Nueva York, donde crearon otro conjunto en 1955, entonces pasó de la trompeta al acordeón. En Nueva York conoce al cantante y actor mexicano Antonio Aguilar, quien cantó el corrido de su autoría "Amor a la ligera", dentro de su álbum "Antonio Aguilar con el Mariachi México” (1962, Musart, DM-934), por ese tema Ismael Santiago recibió el Premio Diplo – instituido por la revista Farándula – además del Premio Candilejas, que otorgaba el Diario La Prensa, como Compositor del Año en Nueva York. El mismo año de 1962, el cantante Odilio González "El Jibarito de Lares" grabó tres de sus temas: "Amor a la mala", "Celos sin motivo" y "Háblame" (BMC Records). Posteriormente también cantó los boleros "Ciego de celos", "Conformidad" y "Lo que no ha de ser", entre otras.
Grabó doce discos de larga duración, con músicos como Ángel Luis Torruellas, precursor de la plena puertorriqueña. Su disco "Danzas en sinfonía"” (Linda, LP-101) es una de sus mejores obras y un clásico en su género.

## Discografía parcial
- “Danzas en sinfonía” (Linda, LP-101), 1960. Considerado clásico.
- “Ismael Santiago con su sinfonía en danzas y otros ritmos típicos” (Seeco/Tropical, TRLP-4578), 1961.
- “Ismael Santiago y su sinfonía instrumental” (Tropicar, LP-1131), 1961.
- “Ismael Santiago y Sus Pleneros / Plenas” (Ansonia, SALP-1444), 1962. Con el cantante Ángel Luis Torruellas.
- “Melodías criollas en sinfonía” (SALP-1562), 1963.